# Reformierte Kirche Duvin

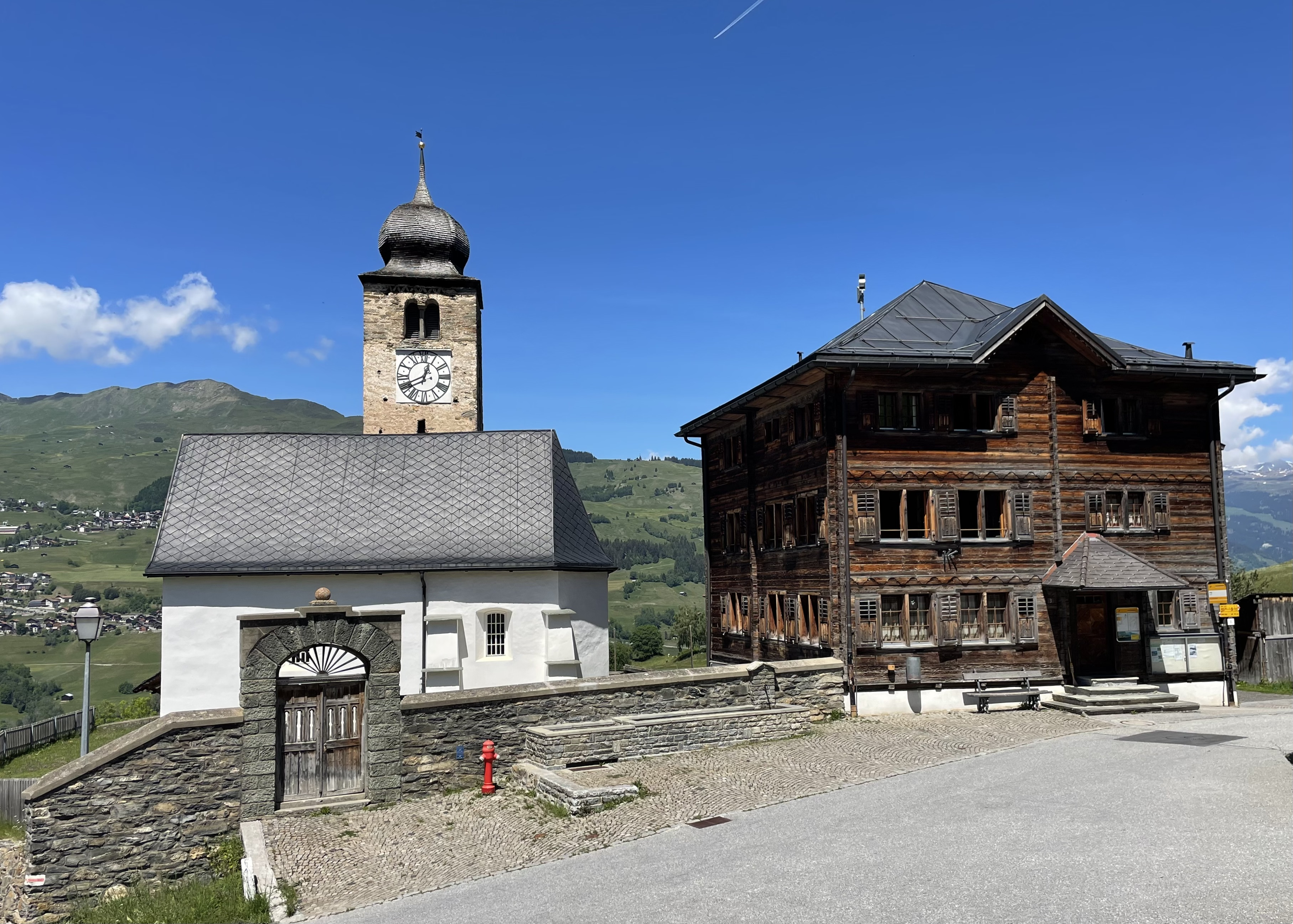
Kirche Duvin, alte Post

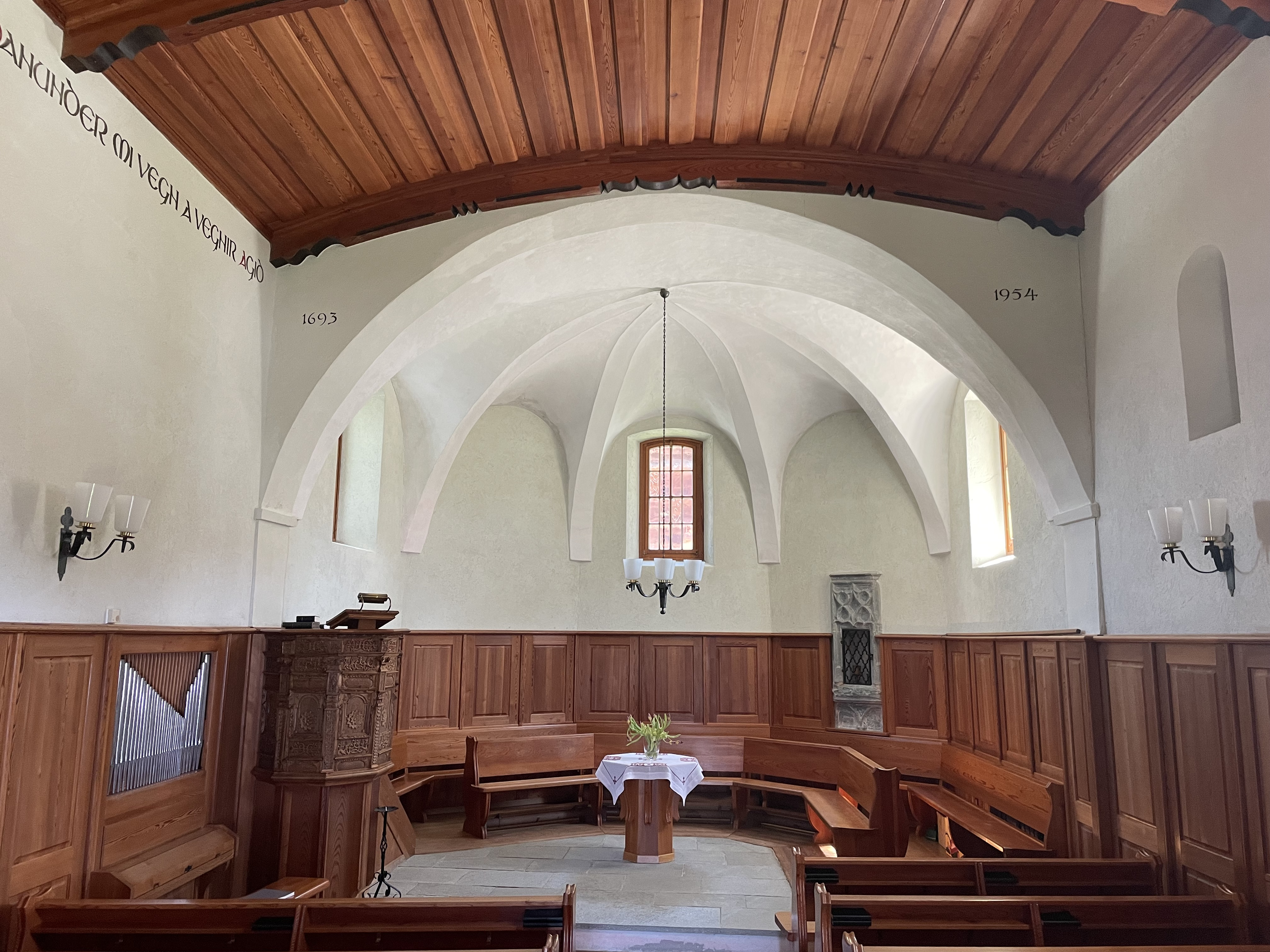
Innenraum

Die reformierte Kirche in Duvin am Eingang zum Val Lumnezia ist ein evangelisch-reformiertes Gotteshaus unter dem Denkmalschutz des Kantons Graubünden.

## Geschichte
Die Kirche Duvin war im Hochmittelalter als Kaplanei der Mutterkirche in Pleif (Vella) angeschlossen und stand unter dem Patrozinium Marias.
1526 nahm Duvin die Reformation an und wurde eine eigenständige Kirchgemeinde.  1538 erfolgte der Loskauf von den hoheitlichen Rechten des Churer Bischofs.
Von 1882 bis ins 21. Jahrhundert bildete Duvin eine Pastorationsgemeinschaft mit Riein und Pitasch. Danach wurde das Dorf kurzfristig von Sagogn aus pastorisiert und ist gegenwärtig (Stand: 2013) eine eigenständige Kirchgemeinde, die von einer auswärtigen Pfarrerin mit kleinem Teilzeitpensum betreut wird.

## Ausstattung
Der Kirchturm zeichnet sich durch einen Zwiebelhelm aus, das Kirchenschiff ist von einem Walmdach bedeckt. Im Inneren ist der Kirchraum von einem holzgedeckten Tonnengewölbe überzogen. Im Chor steht zentral der Taufstein, der auch als Abendmahlstisch dient.    
Die polygonale Kanzel verzichtet auf einen Schalldeckel und beschliesst den Chor linksseitig.

## Kirchliche Organisation
Die Evangelisch-reformierte Landeskirche Graubünden führt Duvin als eigenständige Kirchgemeinde.